# McLeod Hill (kulle i Antarktis)
McLeod Hill är en kulle i Antarktis. Den ligger i Västantarktis. Argentina, Chile och Storbritannien gör anspråk på området. Toppen på McLeod Hill är 1 790 meter över havet, eller 40 meter över den omgivande terrängen. Bredden vid basen är 7,4 km.
Terrängen runt McLeod Hill är varierad. Trakten är obefolkad. Det finns inga samhällen i närheten. 